# 2,5-Diaminopirimidina
2,4-Diaminopirimidina é o composto orgânico de fórmula C4H6N4 e massa molecular 110,12. É um dos isômeros diaminopirimidina.
Esta substância em associações possui ação inibidora da tirosina quinase de Bruton com atividade antitumoral in vivo.
Permite sua análise polarográfica juntamente com a 4,5-diaminopirimidina.